# José Ignacio Gutiérrez
José Ignacio Gutiérrez (Chihuahua, Chihuahua, Nueva España, Imperio Español, 1792  -  Ciudad de México, México, 11 de abril de 1851) fue un militar mexicano que nació en la ciudad de Chihuahua, Chihuahua en 1792. Fue nombrado General de brigada el 26 de abril de 1836. Ocupó varios cargos entre los que destacan el de Secretario de Estado y el de Secretario del Despacho de Guerra y Marina (1847), y sirvió para varios Presidentes de la República, de hecho, por su lealtad, el presidente Anastasio Bustamante lo nombró Gobernador de Tabasco.

## Gobernador de Tabasco
De acuerdo a la Constitución Centralista vigente, el presidente Anastasio Bustamante, nombró a José Ignacio Gutiérrez, Gobernador del Departamento de Tabasco, a propuesta en terna de la Junta Departamental de Tabasco, ocupando el cargo desde el 10 de agosto de 1837.
Gutiérrez gobernó con "mano dura" lo que propició el descontento de la población de Tabasco, en especial de la capital San Juan Bautista, que se quejaba de los excesos cometidos por el gobernador, y la gran mayoría de los comerciantes y hacendados comenzaron a inclinarse hacia la oposición. Además, los federalistas tabasqueños no cesaban en su empeño por recuperar el gobierno, por lo que se registraron innumerables levantamientos militares durante este tiempo, los que desembocaron en 1839 en una cruenta guerra civil en el estado.

### Revolución federalista (1839 - 1840)
Al grito de "Federación o muerte" se inicia en Tabasco la llamada Revolución federalista, encabezada por los hermanos Fernando Nicolás, Pánfilo, Pomposo, Eulalio y José María y a la que se le unen personajes de la vida política del estado como : Agustín Ruiz de la Peña, Manuel Buelta, Justo Santa Anna, José Eusebio Magdonel, así como pequeños propietarios, comerciantes, militares de rango medio como los hermanos Zentella, un buen contingente de las "Milicias Cívicas", viejos liberales como José Víctor Jiménez, Manuel Zapata Zavala y Joaquín C. de Lanz. También simpatizaban con la causa gente de estados vecinos, y hasta personas que regresaban del exilio venidos de Nueva Orleans como el General Juan Pablo de Anaya, el cubano Francisco de Sentmanat y el español Francisco de Olave, texanos, franceses y hasta colombianos como Pedro Bruno y su hijo Miguel Bruno.
La guerra se inició a finales de 1839 en Jonuta coon el alzamiento de los hermanos Maldonado y en febrero de 1840 se extendió a Tepetitán con apoyo de tropas yucatecas. Para abril el gobernador Gutiérrez amenazó con confiscar los bienes de las personas que apoyaran a los rebeldes federalistas, para entonces, la rebelión ya se había extendido para el distrito de la Sierra, con alzamientos en Teapa y Tacotalpa; las tropas de Gutiérrez atacaron ferozmente Jalapa, replegando a los federalistas a Tacotalpa.
En junio, Gutiérrez derrotó en Teapa a los rebeldes, quienes tuvieron que refugiarse en Chiapas, mientras que Fernando Nicolás Maldonado se hacía fuerte en Huimanguillo, entonces perteneciente a Veracruz, y cruzaba a Tabasco para tomar San Antonio de Cárdenas y ocupar Cunduacán en donde se enfrentó y derrotó a las tropas de José Ignacio Gutiérrez.
Ignacio Gutiérrez solicitó apoyo del Presidente Anastasio Bustamante, quien le mandó el Batallón de Tehuantepec, de algunas secciones de Infantería y del Batallón de Acayucan, quienes se trasladaron a Huimanguillo para ir sobre los rebeldes.
Fernando Nicolás Maldonado atacó la capital del estado en dos ocasiones, la primera el 29 de junio y la segunda a mediados de julio, llegando a ocupar algunos barrios, aunque sin poder tomarla, Gutiérrez sostuvo el sitio poco más de un mes logrando salvar la plaza por lo que los federalistas se retiraron. Las fuerzas prestadas a Gutiérrez, unidas a una sección bustamantísta de Chiapas, derrotaron a los rebeldes federalistas en Teapa, por lo que el movimiento se esparció a Frontera, Macuspana y la Chontalpa. 
Fernando Nicolás Maldonado se entrevistó con Juan Pablo de Anaya y Francisco de Sentmanat, y consiguió el apoyo del gobernador de Yucatán Juan de Dios Cosgaya lo que daría fuerza a los federalistas tabasqueños. A principios de agosto llegaron al estado Francisco de Sentmanat y Juan Pablo de Anaya, quienes comandaban cada uno su propia artillería. Anaya, traía con sigo tres buques de la armada texana, con los que tomó el puerto de Frontera.
Por su parte, Nicolás Maldonado tomaría Jalapa, Teapa y Tacotalpa, Justo Santa Anna triunfó en Jonuta, Macuspana y Tepetitán, mientras que Miguel Bruno y Juan Pablo de Anaya se establecían en Frontera. Anaya en compañía de los buques de la armada texana remontaron el río Grijalva llegando hasta la capital San Juan Bautista, sitiándola y bombardeándola. 
Por otro lado, los hermanos Maldonado, sitiaban la ciudad por el poniente, mientras que Sentmanat comandando su artillería hacia lo propio por otro lado de la ciudad. Gutiérrez tenía sus trincheras en las calles principales de la ciudad y en los edificios gubernamentales como La Casa Consistorial y El Principal.
El 17 de noviembre de 1840, Gutiérrez capituló en San Juan Bautista ante las fuerzas revolucionarias federalístas que comandaba el General de División Juan Pablo de Anaya, y que aglutinaban también a los ejércitos de Fernando Nicolás Maldonado y Francisco de Sentmanat, con lo que el federalismo era restaurado nuevamente en Tabasco. Juan Pablo de Anaya, se autonombró Gobernador provisional y convocó a la formación de una Junta Electorál Consultiva para que eligiera al nuevo gobernador del estado.

## Gobernador de Tamaulipas
José Ignacio Gutiérrez fue designado por el presidente de la República Antonio López de Santa Anna comandante general y gobernador de Tamaulipas, cargo que desempeñó del 9 de junio al 10 de julio de 1843 cuando solicitó licencia para separarse del cargo. Posteriormente, volvió a ocupar el cargo del 21 de agosto de 1843 al 18 de diciembre de 1844.

## Otros cargos
El General José Ignacio Gutiérrez tuvo varios nombramientos y ocupó diversos cargos en la administración pública y en el ejército. En 1840 fue nombrado jefe de la sección militar en Veracruz, en 1841 fue Jefe de la División de Oriente, fue comandante general de la Ciudad de México de 1841 a 1842, posteriormente fue designado comandante general de Sinaloa en 1846, comandante general de Guanajuato en ese mismo año.
El presidente interino Antonio López de Santa Anna lo nombró secretario de Estado y del Despacho de Guerra y Marina el 24 de marzo de 1847. Al encargarse de la Presidencia de la República el General Pedro María de Anaya, Gutiérrez presentó su renuncia el 2 de abril de 1847, la cual no fue aceptada, permaneciendo en el cargo hasta el 14 de mayo de ese año, en que volvió a presentarla siendo aceptada en esa ocasión. Después de eso, fue nombrado nuevamente comandante general de Guanajuato, de 1847 a 1849.

### Diputado por Guanajuato
Finalmente, el general José Ignacio Gutiérrez dejó el cargo, para ser candidato a Diputado por Guanajuato al Congreso de la Unión, siendo electo para el período 1850-1851.

## Fallecimiento
Siendo Diputado al Congreso de la Unión, por el estado de Guanajuato, murió en la Ciudad de México el 11 de abril de 1851, siendo sepultado en el Panteón del Colegio Apostólico de San Fernando.